# .hack//Quarantine
.hack//Quarantine (Japoneză: .hack//絶対包囲 Vol.4 [Absolute Encirclement – Vol.4]) este ultima parte dintr-o serie de patru  jocuri video pentru PlayStation 2 inspirate din universul .hack. Jocul simulează un MMORPG numit The World și reușește acest lucru fără că jucătorul să fie nevoit vreodată să se aventureze online. Jocul este parte dintr-o poveste episodică, fiecare joc fiind lansat în cursul unui an de zile  Povestea jocului .hack//Quarantine' este precedată de .hack//Infection, .hack//Mutation și .hack//Outbreak.
Fiecare variantă a jocului este însoțită de un DVD ce conține un episod al seriei animate .hack//Liminality.Cele patru episoade au loc în lumea reală, contrar MMORPG-ului ficțional numit The World, în care se desfășoară jocul.   

## Gameplay
Jocurile au o poveste liniară care se termină cu momentul în care jucătorul primește un fișier: Data Flag. Odată ce a fost obținut, fișierul poate fi folosit și cu următorul joc, permițându-i unui jucător să înceapă fiecare capitol adițional cu obiecte sau abilități care le dețineau în jocul precedent.
La începutul jocului, pe ecran apare un spațiu de lucru fals, cu diverse iconițe ca "The World", "Mailer", "News", "Accessory", "Audio", și "Data", fiecare are diverse funcții:
- Data: jucătorul poate să își salveze progresul făcut în joc.
- News: deschide un browser ce afișează diferite informații despre lumea fictivă în care se desfășoară jocul .
- Mailer: deschide căsuța de poștă electronică, unde diferite personaje întâlnite de-a lungul jocului vor trimite mesaje ce conțin urări amuzante sau cu indicii și sfaturi.
- Accessory: se poate schimba fundalul spațiului de lucru
- Audio: pentru modificarea muzicii de fundal

## Distribuție voci

### Versiunea în limba engleză
- Mona Marshall — Kite
- Wendee Lee — BlackRose
- Kirk Thornton — Orca
- Doug Erholtz — Balmung
- Mary Elizabeth McGlynn — Helba/Emma Wielant
- Debra Jean Rogers — Mia
- Brianne Siddall — Elk
- Daran Norris — Piros
- Sandy Fox — Mistral
- Steven Jay Blum — Sanjuro/Wiseman
- Carolyn Hennesy — Gardenia

### Versiunea în limba japoneză
- Sayaka Aida - Kite
- Masumi Asano - BlackRose
- Yasunori Masutani - Orca/Sanjuro
- Nobuyuki Hiyama - Balmung
- Yumi Touma - Helba/Gardenia
- Minami Takayama - Mia
- Mitsuki Saiga - Elk
- Masaya Onosaka - Piros
- Atsuko Enomoto - Mistral
- Maaya Sakamoto - Aura/Natsume